# 王志剛 (中華民國)
王志剛（1942年9月7日—），河北安新人，中華民國政治人物，中國國民黨籍，曾任經濟部部長、行政院公平交易委員會主任委員等職。

## 簡歷
建國中學、台灣大學農業經濟系畢業，並獲美國德州農工大學企業管理博士。學成歸國後，曾經於台灣大學、政治大學執教，並擔任台灣大學國際貿易系主任。執教時期，郭台銘、尹衍樑、嚴凱泰與林信義等知名企業家都曾是他的學生，更是台灣大學有史以來第一個在法學院大禮堂授課時完全沒人翹課、樓上樓下座無虛席，連教室門邊都有學生擠著聽他講學的教授。
1984年以學者身份受邀擔任經濟部投資審議委員會執行秘書，配合政府執行大幅對外開放政策，積極吸引外資、僑外投資與技術合作案的審核工作。1989年擔任商業司司長，推動商業自動化，促進商業升級；促進商業法規鬆綁，提供便利經商環境，為民服務績效卓著，1990年行政院舉辦轄下所屬約兩千個行政機關的為民服務績效評鑑，商業司獲評為第一名，由當時的行政院長李煥親自頒獎。
1990年擢任經濟部常務次長，推動台商赴大陸投資採補辦登記報備制，奠定兩岸經貿投資活動往來基礎。1991年11月12日至14日經濟部長蕭萬長率團赴韓國漢城參加亞太經濟合作會議（Asia-Pacific Economic Cooperation，簡稱APEC）部長級會議，此為台灣首度參加APEC，王志剛次長隨行擔任發言人，見證我國以中華台北名義，與中國大陸和香港同時成為APEC正式會員。催生期貨交易法，為日後國內期貨市場蓬勃發展與企業避險提供良好場域。1992年擔任公平交易委員會主任委員，當時政府機關採委員會形式尚屬罕見，但王志剛成功的為和諧永續的委員會組織運作樹立典範；公平會主委任內並努力對企業界和社會大眾宣導公平法，完備企業競爭法規，為維護產業及市場公平競爭秩序，建構良好基礎。
1996年擔任經濟部部長，時值台海兩岸飛彈危機，發起「投資台灣運動」，排除企業投資障礙，挽回民間投資意願；透過跨部會財經會報，協助企業進行體質改善與產業轉型，1997年國內民間投資較1996年成長18%，為九零年代的新高，1997年全年經濟成長6.05%，高於其他亞洲地區，期間歷經亞洲金融風暴，鄰近國家的民間投資普遍負成長，台灣在1998年仍維持12%的高經濟成長率。在推動台灣加入成為世界貿易組織（World Trade Organization，簡稱WTO）過程中，王志剛任內和25國簽署雙邊協議，其中由王親自出面的有11次，包括1998年2月20日歷經冗長的談判與折衝，終於與美國達成協議，是為關鍵，為台灣順利入關奠定重要基礎。
1996年王志剛參加WTO第一屆(新加坡)部長會議，代表台灣以觀察員身份，和其他會員體通過「關於資訊科技產品貿易之部長宣言」(Ministerial Declaration on Trade in Information Technology Products, 簡稱ITA)，主要內容係將資訊、通訊、半導體、電子零組件等電子產業(未含消費性電子產品)及半導體製程設備業之上下游產品，自1997年7月1日起，分四階段在2000年將關稅降為零。時至今日，台灣在簽署雙邊、複邊、多邊FTA等區域經濟協定方面遲遲無法突破，但佔台灣出口主力的資通訊產品，由於有ITA保障零關稅，使台灣得以站穩科技之島的地位。
2000年自經濟部部長一職卸任後，一度擔任中國國民黨發言人，並受元智大學之邀擔任講座教授，講授EMBA課程，被評為全國最受歡迎的明星教授之一。2008年起出任中華民國對外貿易發展協會董事長，領導貿協團隊行銷台灣成績亮眼。例如：興建上海世博會台灣館，上海世博會期間曾名列中國大陸搜尋引擎百度熱門場館第三名，成功行銷台灣；增設12個外貿協會海外據點，深化台灣與各國的經貿交流；領導貿協於2012年榮獲世界貿易中心協會 (WTCA) 8項最佳營運認證，台北世界貿易中心被評為第一名，創下WTCA創立43年來的歷史紀錄；積極拓展中國大陸市場，舉辦35場台灣名品展，促成約140億美元商機，並有效協助中小企業在大陸市場建立品牌知名度及行銷管道。兼任台灣創意設計中心董事長，建構台灣唯一以設計為核心價值，促進產業、公共服務及社會創新為目標的跨領域整合平台。
2014年自外貿協會退休後，獲邀加入中國信託擔任中國信託創業投資公司董事長，期間並曾兼任中國信託金控及銀行最高顧問。中信創投除配合產業發展趨勢，發掘具有成長潛力及資本市場認同度的優質公司外，同時深耕國內文化創意產業，是台灣首家金控專門成立文創投資中心，為文化部管理文創基金之績效和案件數皆為第一。
2019年接任台灣經濟研究院董事長，率領專業團隊積極從事國內經濟、國外經濟及產業經濟之研究，並透過亞太經濟合作（APEC）、APEC企業諮詢委員會（ABAC）、太平洋經濟合作理事會（PECC）等國際組織參與，掌握國際脈動，藉以提出政策建議並扮演智庫幕僚之角色。